# Puebla de San Medel
Puebla de San Medel település Spanyolországban, Salamanca tartományban. Puebla de San Medel Valverde de Valdelacasa, Valdelacasa, Fuenterroble de Salvatierra, Guijuelo, Fuentes de Béjar, Ledrada és Peromingo községekkel határos. Lakosainak száma 33 fő (2024).

## Népesség
A település népessége az elmúlt években az alábbi módon változott:
| Lakosok száma | 64   | 56   | 49   | 46   | 47   | 43   | 44   | 39   | 38   | 33   |
|               | 2001 | 2004 | 2007 | 2009 | 2012 | 2014 | 2017 | 2019 | 2022 | 2024 |